# Němčice nad Hanou
Němčice nad Hanou é uma cidade checa localizada na região de Olomouc, distrito de Prostějov.